# واقعاً شش میلیون نفر مردند؟
آیا واقعاً شش میلیون نفر مردند؟ کتابی است در تشکیک آمار هالوکاست نوشته ریچارد وررال عضو جبهه ملی بریتانیا که با نام مستعار ریچارد هاروود نوشته شده و توسط ارنست تسوندل در سال ۱۹۷۴ به چاپ رسیده است. جبهه ملی بریتانیا در سال ۱۹۷۸ اینکه وررال نویسنده این کتاب است را رد کرد. این کتاب از آنجا اهمیت دارد که دولت کانادا تسوندل را برای چاپ آن محاکمه کرد. در عوض، تسوندل فرد لویشتر را استخدام کرد تا از اردوگاههای مرگ آشویتس و اردوگاه مرگ مایدانک بازدید کند و گزارش لویشتر را بنویسد. این گزارش بخشی از دفاع تسوندل در دادگاه بود.

## متن کتاب
در این کتاب وررال میزان کشته شدگان یهودی در جنگ جهانی را اغراق شده می‌داند و از درج عبارت‌هایی مانند «بیش از شش میلیون یهودی در اردوگاههای مرگ از بین رفته‌اند» در اردوگاههای مرگ انتقاد کرد. این کتاب چند دادگاه جنایت جنگی مانند دادگاه نورنبرگ و دادگاه آدولف آیشمان را به خاطر بی توجهی به قانون و کافی نبودن مدارک و شواهد و بی‌طرف نبودن قاضی‌های آن پرونده‌ها را مورد انتقاد قرار می‌دهد. وررال همچنین سعی دارد نشان دهد که سرشماری‌ها و جدول‌های جمعیت در اروپا امکان مرگ شش میلیون یهودی را منتفی می‌کند. وررال می‌گوید تعداد تمام یهودی‌هایی که در مناطق تحت کنترل نازی‌ها بودند سه میلیون نفر بوده‌است. وررال می‌نویسد که اغراق‌های موجود در مورد هالوکاست برای از بین بردن عذاب وجدان نیروهای متفقین در مورد استفاده از بمب اتم در ژاپن و بمباران هوایی در درسدن آلمان است.
هدف این کتاب این است که نشان دهد که مطرح کردن رقم شش میلیون یهودی کشته شده در جنگ جهانی دوم برای جلوگیری از هر شکل ملی گرایی است که می‌تواند خطری برای نژاد آنگلوساکسون باشد: "هیچ کس نمی‌تواند روشی که یهودی‌ها در طول تاریخ برای حفظ نژاد خود در طول سده‌ها به کار برده‌اند و تا امروز نیز ادامه دارد را تحسین نکند. در این راه، آنها حقیقتاً از داستان شش میلیون قربانی یهودی که تقریباً به شکل یک افسانه مذهبی در آمده است بهره گرفته‌اند که این خود موجب تاکید بر وحدت نژادی یهودی‌ها شده است. متأسفانه این روش برای دیگر مردم نتیجه معکوس داشته است، و آنها را در نزاع برای حفظ خود ناتوان کرده است". وررال در کتاب خود از منابع چاپ شده در سال‌های ۱۹۵۰ تا اواخر ۱۹۶۰ استفاده کرده‌است و به کتاب‌های پل روسینیر که دارای اشتباههایی است زیاد ارجاع داده است.

## دادگاه عالی کانادا
در سال‌های ۱۹۸۵ و ۱۹۸۸ در دو دادگاه جنایی کانادا، این کتاب مورد بررسی قرار گرفت تا مشخص شود که ارنست تسوندل با چاپ این کتاب بر اساس قانون جزایی ماده ۱۸۱ به ترویج دروغ متهم شده‌است یا نه. قاضی دادگاه سال ۱۹۸۸ اعلام کرد که این کتاب کارهای تاریخ‌دان‌ها را با اشتباههایی ارائه کرده‌است، از شاهدهای ماجرای هالوکاست نقل قول‌های ساختگی آورده است، شواهدی را جعل کرده‌است، و به منابعی که اصلاً وجود ندارند ارجاع داده است. این کتاب ادعا می‌کند که هیچ شواهد مستندی وجود ندارد که نشان دهد نازی‌ها قصد از بین بردن یهودی‌ها را داشتند، و همچنین خاطرات یوزف گوبلس نشان می‌دهد که هدف نازی‌ها اخراج یهودی‌ها به کشور ماداگاسکار بوده‌است. در نهایت دادگاه عالی نظر خود را اینگونه اعلام کرد: اختلاف بر سر فرضیه‌های تاریخ دانان سنتی و کتاب حاضر را نمی‌توان با بحث عقلانی حل کرد. تاریخ دانان سنتی به منابعی ارجاع می‌دهند که نظریه خودشان را تأیید می‌کند، و کتاب حاضر و دیگر تاریخ دانان موافق با آن به منابعی که ارجاع می‌دهند که وجود ندارد. کتاب "آیا واقعاً شش میلیون مردند؟" سهمی از واقعیت ندارد.
این کتاب در آلمان و آفریقای جنوبی اجازه چاپ ندارد.